# Johannes De Stoop
Johannes Frans Jozef De Stoop (Brugge, 7 februari 1824 - Roeselare, 30 oktober 1898) was een Belgisch componist, dirigent, muziekleraar, organist en pianist. 
Onder invloed van de Groote Stooringe van Albrecht Rodenbach componeerde hij in 1875 onder andere Het lied der Vlaamsche zonen en Klokke Roeland. Zang was voor hem belangrijk in het muziekonderwijs. Verder componeerde hij ook liturgische muziek.

## Levensloop
Johannes De Stoop was een zoon van Jean-François De Stoop (1799-1861), die zangmeester was aan de Sint-Gilliskerk. Hij was bovendien de neef van de apotheker Philippe De Stoop.
Hij begon zijn opleiding bij zijn vader en studeerde later bij de Brugse componist Jules Busschop. In 1848 werd hij organist in de Sint-Gilliskerk te Brugge. Hij werd ook leraar notenleer in de gemeentelijke Muziekschool van Brugge (1851-1854). In 1858 verhuisde hij naar Roeselare en werkte daar van 1856 tot 1885 als muziekleraar aan het Klein Seminarie, waar hij bevriend was met Guido Gezelle en een bekende van de familie Rodenbach. In 1857 was hij korte tijd dirigent van de Société de Chant in Brugge. In 1862 werd De Stoop dirigent van de plaatselijke Société de Sainte-Cécile, die bestond uit een symfonisch orkest en een harmonie met fanfare.
Naast zijn activiteiten op muzikaal gebied werkte hij ook als wijnhandelaar.

## Composities
Hij toondichtte liederen op tekst van Guido Gezelle, zoals:
- 't Ruischen van het ranke riet
- Vlaamsche koorzang, vroeg werk, voor het eerst uitgevoerd in 1844.
- Hebt gij niet gezien… omschreven als Koddige duo voor 2 gelykige stemmen door J & G Spoker pseudoniemen voor Johan De Stoop en Guido Gezelle
- Quae est ita, lied op tekst door Guido Gezelle

Verder:
- Treurlied, vroeg werk, voor het eerst uitgevoerd in 1844.
- Ei, Ei, in vriendenkringen (1877), lied
- Dicht bij de Vlaamsche Noordzeestranden (1878), lied
- Katholiek Schoollied, lied
- Het Vlaamsche Woord, lied op tekst door Guido Gezellec
- Het lied der Vlaamsche Zonen (1875), lied op tekst door Albrecht Rodenbach
- Klokke Roeland, lied op tekst door Albrecht Rodenbach
- De Pelgrim, ballade voor vier stemmen
- Kerkvervolging van de Vandalen te Kartago, treurspel
- Le Concile, cantate
- Optocht naar Wezel, cantate
- Romance, Fantaisie, Variations, werken voor piano

## Publicaties
- Liber Canticorum, 1859.
- Recueil de chants, z.d.
- Traité de chant liturgique,  1871.
- Treurzangen of lamentatiën van Jeremias, 1874.